# Dominika Kachlik

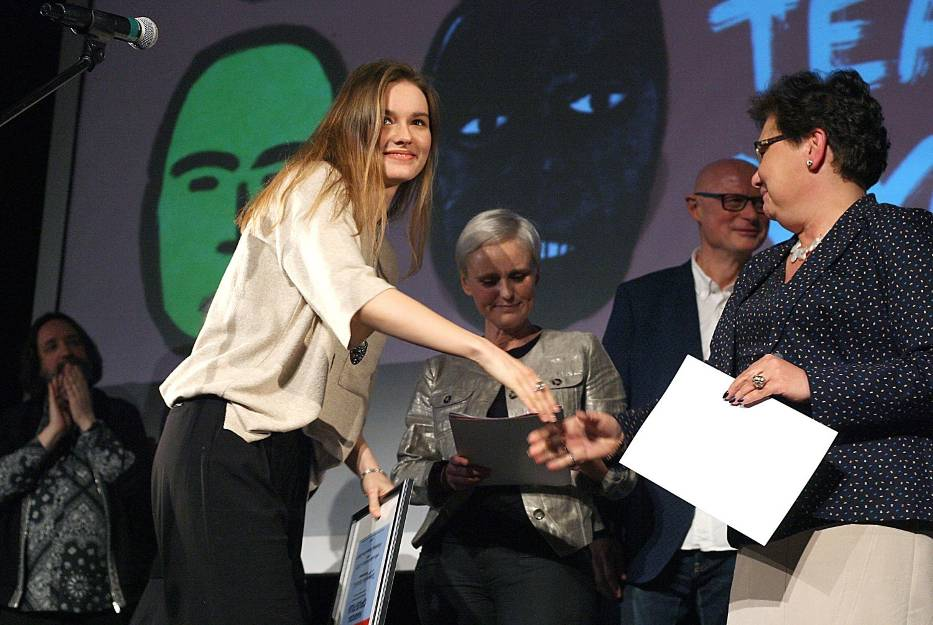
Dominika Kachlik na 35. Festiwalu Szkół Teatralnych w Łodzi (2017)

Dominika Kachlik (ur. 14 sierpnia 1992 w Krakowie) – polska aktorka filmowa, teatralna, dubbingowa.

## Życiorys
Absolwentka V Liceum Ogólnokształcącego im. Augusta Witkowskiego w Krakowie. W roku 2018 ukończyła studia na Wydziale Aktorskim Akademii Teatralnej im. Aleksandra Zelwerowicza w Warszawie. W roku 2019 zagrała epizod w serialu M jak miłość, a rok później dołączyła do stałej obsady w roli Franki. W 2020 roku aktorka wygrała międzynarodowy casting na główną rolę żeńską w hollywoodzkim filmie Hong Kong Love Story w reżyserii Keoni Waxmana.
Współpracowała z Teatrem Collegium Nobilium warszawskiej Akademii Teatralnej, Teatrem Miejskim w Lesznie oraz Teatrem Powszechnym im. Zygmunta Hübnera. Gościnnie występuje w Teatrze Narodowym w Warszawie (premiery 2016 oraz 2020) oraz warszawskim Teatrze Capitol w musicalu #Kopciuszek w tytułowej roli.
Jest laureatką Nagrody Opus Film dla aktorki „którą chcielibyśmy oglądać na ekranie telewizyjnym i filmowym” za role w spektaklach Pibloktoq. Piosenki Marii Peszek w reżyserii Wojciecha Kościelniaka oraz ICOIDI w reżyserii Mai Kleczewskiej na 35. Festiwalu Szkół Teatralnych w Łodzi.
Zagrała główną bohaterkę w zwiastunie książki Trzecia Magdaleny Stachuli. Film wyreżyserował Borys Lankosz.
W 2021 wystąpiła w oficjalnym trailerze do gry Total War: WARHAMMER III wcielając się w postać Katariny – Królowej Lodu, carycy Kislevu.

## Filmografia

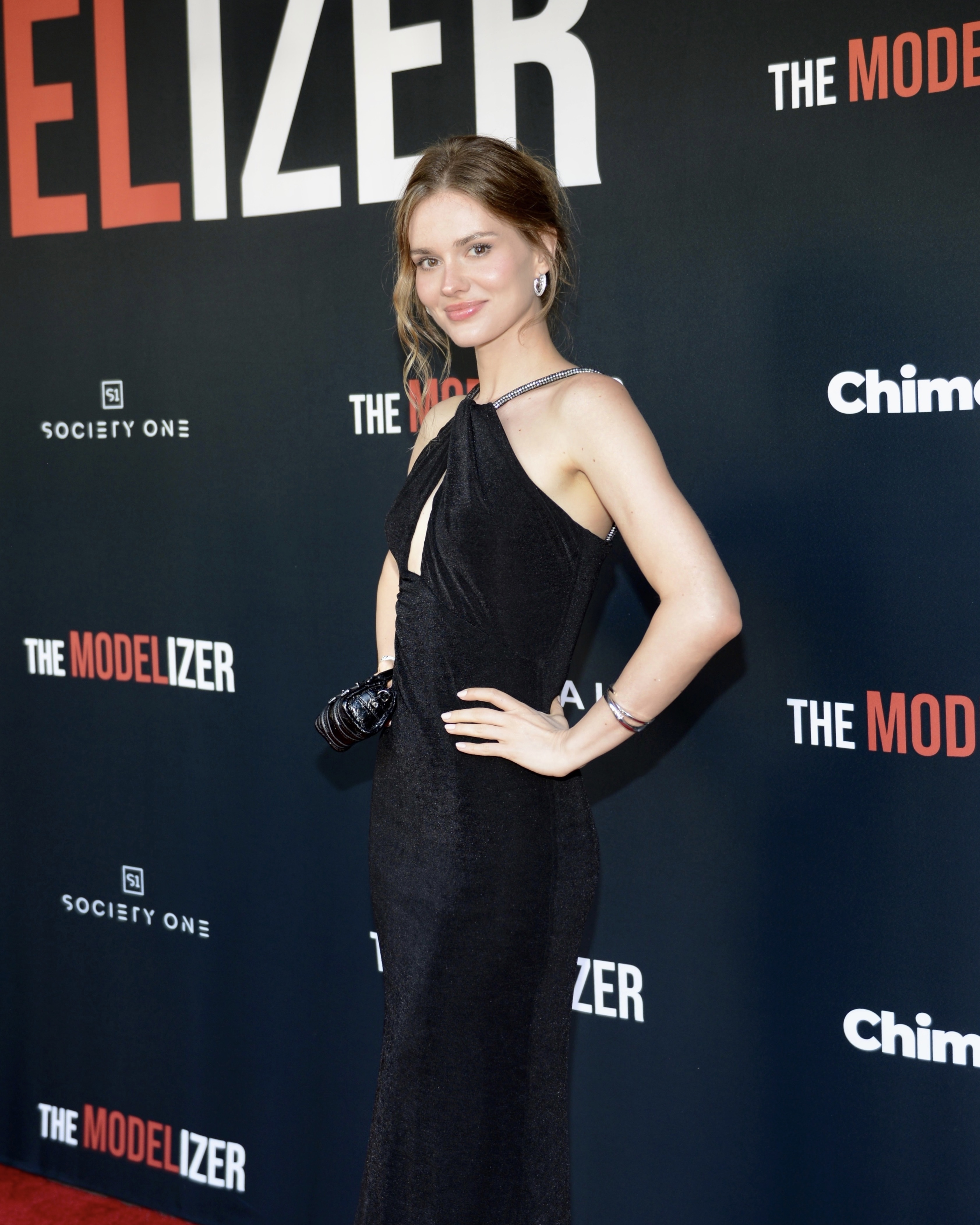
Dominika Kachlik attends the world premiere of 'The Modelizer' on July 10, 2023 in Los Angeles, California.

- 2025: FBI: International jako Marketa Martinkova
- 2023: The Modelizer jako Jana Kroplewska
- 2023: O psie, który jeździł koleją jako kasjerka
- 2023: Emigracja XD jako pielęgniarka Elizabeth
- 2023: Bracia jako Zosia
- 2022: To nie ze mną jako Kinga Rogalska
- 2022: Erynie jako Janina Markowska
- 2022: Hamilton jako sekretarka De Vries (org. De Vries’ sekreterare)[10]
- 2020: Mosquito State jako Jennifer[11]
- od 2020: M jak miłość jako Franka
- 2019-2020: Leśniczówka jako Sylwia
- 2019: O mnie się nie martw jako dziewczyna (odc. 131, 132)
- 2019: Odwróceni. Ojcowie i córki jako koleżanka Pati (odc. 1)
- 2019: Wojenne dziewczyny jako kelnerka (odc. 32)
- 2019: M jak miłość jako żona Maksa (odc. 1421)
- 2019: Ultraviolet jako Marta (odc. 15)
- 2019: Plan C jako Sandra
- 2018: Ojciec Mateusz jako Andżelika Falkowska, żona sędziego (odc. 256)
- 2018: Na dobre i na złe jako Joasia, narzeczona Mirka (odc. 715)
- 2018: Ślad jako Izabela Mirska, żona Grzegorza i matka Michała, wspólniczka i zabójczyni Jakuba Michalaka (odc. 30)
- 2018: W rytmie serca jako pracownica Prokuratury Rejonowej w Jabłonowie, asystentka prokuratora Andrzeja Siedleckiego (odc. 36, 37)
- 2017: Komisarz Alex jako modelka Ewa Faberska (odc. 125)
- 2016: Autor Solaris jako Barbara Leśniak
- 2015: Singielka jako kandydatka (odc. 33)
- 2015: Aż po sufit! jako asystentka Marca (odc. 9)
- 2015: Przyjaciółki jako dziewczyna Szymona (odc. 66)
- 2015: Krew z krwi 2 jako Asia, sekretarka Lipskiego (odc. 5, 6)

Źródło: Filmpolski.pl.

## Dubbing

### Filmy
- 2017: Piraci z Karaibów: Zemsta Salazara
- 2018: Czarna Pantera
- 2018: Han Solo: Gwiezdne wojny – historie
- 2019: Avengers: Koniec gry – Cassie Lang
- 2020: Wyprawa na księżyc – Mama
- 2024: Twisters - Kate Cooper[12]

Źródło: Filmweb.pl.

### Seriale
- 2015: BoJack Horseman – Hollyhock Manheim-Mannheim-Guerrero-Robinson-Zilberschlag-Hsung-Fonzerelli-McKwak
- 2017: Rick i Morty (Comedy Central) – Jessica (odc. 1, 4, 6, 18, 27), Straszek Melissa (odc. 2), Weronika Anna Bennet (Gazorpianka) (odc. 7), Statek Ricka (odc. 17)
- 2017: Kicia Rożek – kartka walentynkowa (odc. 53)
- 2017: Vikki RPM – epizody
- 2017: Sunny Pogodna – epizody (odc. 6-10)
- 2018: Drużyna rycerzy – epizody (odc. 18-25)
- 2018: Noobees – epizody (odc. 1-3, 19-21)
- 2018: Taffy
- 2019: Tuca i Bertie – Bertie
- 2018: Ernest i Rebeka – Koralia, siostra Rebeki
- 2020: Absurdalna Planeta[13]
- 2020: Kipo i dziwozierze – Kipo[14]
- 2021: Świat centaurów – Glendale[15]

Źródło: Filmweb.pl.

### Słuchowiska
- 2022: Parawan Andrzeja Strzeleckiego, słuchowisko zrealizowane dla Programu I Polskiego Radia[16]

### Wykonanie piosenek
- 2017: Kicia Rożek (odc. 53)
- 2019: Tuca i Bertie (odc. 2, 4, 7-10)
- 2020: Absurdalna Planeta
- 2020: Kipo i dziwozwierze
- 2021: Świat centaurów (odc. 1, 2, 3, 5, 6, 9, 10)[15]

Źródło: Filmweb.pl.

## Nagrody
2017: Nagroda Opus Film dla aktorki, „którą chcielibyśmy oglądać na ekranie telewizyjnym i filmowym” za role w spektaklach Pibloktoq. Piosenki Marii Peszek oraz ICOIDI na 35. Festiwalu Szkół Teatralnych w Łodzi

## Teledyski
Zagrała w serii teledysków Ralpha Kamińskiego: Zawsze (2016), Lato bez Ciebie (2017), Morze (2017) i Wszystkiego najlepszego (2019). W 2021 roku wystąpiła w głównej roli w teledysku Miuosha i Katarzyny Nosowskiej Klucze.